# Fritz Keller
Friedrich Keller, depois Frédéric Keller, mas mais conhecido como Fritz Keller (21 de agosto de 1913 - 8 de junho de 1985), foi um futebolista francês que atuava como atacante.
Keller nasceu em Estrasburgo, quando a região da cidade - a Alsácia - pertencia ao Império Alemão. Após a Primeira Guerra Mundial, a região seria reanexada pela França, e pela seleção deste país ele competiu na Copa do Mundo FIFA de 1934, sediada na Itália.

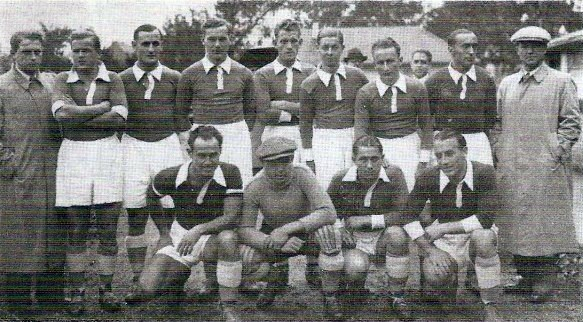
Equipe de 1936-1937